# 立花綾香
立花 綾香（たちばな あやか、1992年4月2日 - ）は、日本のシンガーソングライターであり、アニメーション作品の音楽を総合的に手掛けるクリエイティブ・ユニット(K)NoW_NAMEのボーカルでもある。熊本県山鹿市出身。2019年11月20日にメジャーデビュー。

## 来歴
- 2010年よりシンガーソングライターとしての活動を開始[1]。
- 2010年、熊本県熊本市のイメージソング「ときめいて・くまもと」を歌唱[1]。
- 2011年に、YAMAHA主催The 5th Music Revolution 九州ファイナルにてグランプリ、ジャパンファイナルにて奨励賞を受賞[注 1][1][2]。
- 2016年1月に、クリエイティブ・ユニット(K)NoW_NAMEのボーカリストとしてデビュー[3]。
- 2019年8月21日に、福岡ヤフオク！ドームにて、福岡ソフトバンクホークスvsオリックス・バファローズの試合開始前に国歌独唱[4]。
- 2019年11月20日に、ミニアルバム『HELLO』でテイチクエンタテインメントよりメジャーデビュー[5]。
- 2024年12月、事務所Blood Orange Recordsから独立[6]。

## 人物
- 好きな食べ物は小麦粉、ハンバーグ、和菓子。特に小麦粉が大好き。
- 嫌いな食べ物はピーマン、ニンジン[注 2][7]。
- 2匹の黒猫を飼っている。名前は「えだまめ」♂[8]と「チェン」♂[9]。

## エピソード
- 小学生の頃からピアノ教室に通っていたが、次第に楽譜通り弾くクラシックに窮屈さを感じ「自分だったらここはこう弾きたいのにな」と、自分の感情が上回るようなってきた。そんな最中に出場したピアノコンテストで何を弾くか忘れてしまい、課題曲ではない「チム・チム・チェリー」（ミュージカル映画『メリー・ポピンズ』劇中の楽曲）を弾き、審査員特別賞を貰う[10]。